# Barbakan (Krakov)
Barbakan v Krakově je brána městského opevnění a jedna z mála zachovaných částí někdejšího městského opevnění Krakova. Jde o nejsevernější část krakovského fortifikačního systému.
Krakovský barbakan je gotická stavba kruhového tvaru o vnitřním průměru 24,40 m, tloušťka zdí je více než 3 m. Původně byl spojený s Floriánskou bránou a městským opevněním. Byl obehnán příkopem 24 m širokým a 3,5 m hlubokým.
Barbakan byl postaven za vlády krále Jana Olbrachta v letech 1498-1499 v obavě před valašsko-tureckým nájezdem, který Krakovu hrozil po porážce polských vojsk po bitvě u Koźmina.
Na východní stěně je pamětní deska připomínající krakovského občana Marcina Oracewicze, který podle legendy zachránil město před Rusy tím, že při nedostatku munice nabil do své zbraně knoflík a zastřelil nepřátelského velitele Panina.
Dnes je barbakan součástí Historického muzea města Krakov. Je využíván pro nejrůznější výstavy a jiné akce (např. mistrovství Polska v šermu, vystoupení skupin historického šermu a tance)